# امیرخسرو دهلوی
حکیم ابوالحسن یمین‌الدین بن سیف‌الدین محمود معروف به امیرخسرو دهلوی (زادهٔ ۶۵۱ در پتیالی، هند – درگذشتهٔ ۷۲۵ هجری قمری در دهلی) شاعر هندوستانی بود. او یکی از دو شاعر مهم اوایل قرن هشتم است که سایر سخنوران پارسی‌گوی هند را تحت‌الشعاع قرار دادند و در ادوار بعد هم نفوذی دامنه‌دار در میان شعرای ایران و هند داشتند. آن دو امیرخسرو، و حسن دهلوی بودند. امیرخسرو به زبان‌های فارسی، عربی و سانسکریت چیرگی داشت و به سعدی هند معروف بود و او در اوایل حال به «سلطانی» و سپس به «طوطی» تخلص می‌کرد.
او را اساس گذار ادبیات اردو می‌دانند. امیر خسرو در موسیقی نیز مشهور است و ایجاد سبک قوالی را به او نسبت می‌دهند. به یک احتمال بسیار قوی، امتیاز ابداع «طبله» نیز از آنِ امیر خسرو است. شاید به همین دلیل، بر آرام‌گاهش که در جوار پیر و مرادش نظام‌الدین اولیا در دهلی قرار دارد، همیشه گروه‌های قوالی به غزل‌خوانی و طبله‌نوازی می‌پردازند. البته ایجاد آلهٔ معروف موسیقی «سه‌تار یا سی‌تار» و تصنیف‌ها و سبک‌های دیگر موسیقی را نیز به او نسبت داده‌اند.

## زندگی
ابوالحسن امیرخسرو دهلوی شاعر و عارف نامدار هندوستان در سال ۶۳۲ خورشیدی (۶۵۱ قمری) در پتیالی هند زاده شد و به سال ۷۰۳ خورشیدی (۷۲۵ قمری) در دهلی درگذشت. او ترک‌تبارِ هندی‌زاد بود و کلمات ترکی و هندی در اشعار وی بسیارند. پدرش امیر سیف‌الدین محمود یکی از امرا، میرزاده و افسران اهالی لاچینِ در نواحی بلخ بود که هنگام یورش مغولان به هندوستان گریخت و در آن‌جا با زنی اهل دهلی ازدواج کرد و به دربار شمس‌الدین التتمش، پادشاه دهلی راه یافت. امیرخسرو مانند پدر که سمت امیرالامرایی داشت در دربار، بزرگی و سروری یافته بود و زمانی در درگاه جلال‌الدین فیروز شاه جایگاهی داشت و لقب امیری گرفت.
وی دوران کودکی و نوجوانی را با فراگرفتن زبان و ادب فارسی در دهلی گذراند و پس از چندی در محضر یکی از بزرگ‌ترین و مشهورترین مشایخ و عارفان دوران، یعنی شیخ نظام‌الدین محمد بن احمد دهلوی معروف به نظام الدین اولیا، شاگردی کرد. امیرخسرو برای پیر و مراد خود احترام فراوان قایل بود و با وجود این که دایم در خدمت پادشاهان و فرمانروایان بود، هیچ‌گاه از میزان ارادت و توجه او نسبت به شیخ کاسته نشد. امیر نیز مانند استاد خود پیرو سلسلهٔ عرفان چشتیه بود. شیخ نیز خسرو را گرامی می‌داشت. با حسن دهلوی شاعر نامدار پارسی‌زبان هند از طریق همین شیخ آشنا شد و بین آن دو دوستی عمیقی برقرار بود.
مدت کوتاهی پس از درگذشتِ نظام‌الدین اولیاء، امیر خسرو نیز در سال ۷۰۴ (۷۲۵ قمری) درگذشت و نزدیک آرامگاه شیخ به خاک سپرده شد. آرامگاه او در یکی از محله‌های شلوغ و پرتراکم دهلی که بنام نظام‌الدین اولیاء معروف است و نزدیک به ایستگاه قطار شهری دهلی به نام ایستگاه قطار نظام‌الدین و در نزدیکی آرامگاه همایون واقع شده میزبان جمع کثیری از مردم و زیارتگاه مسلمانان و اهل تصوف است.

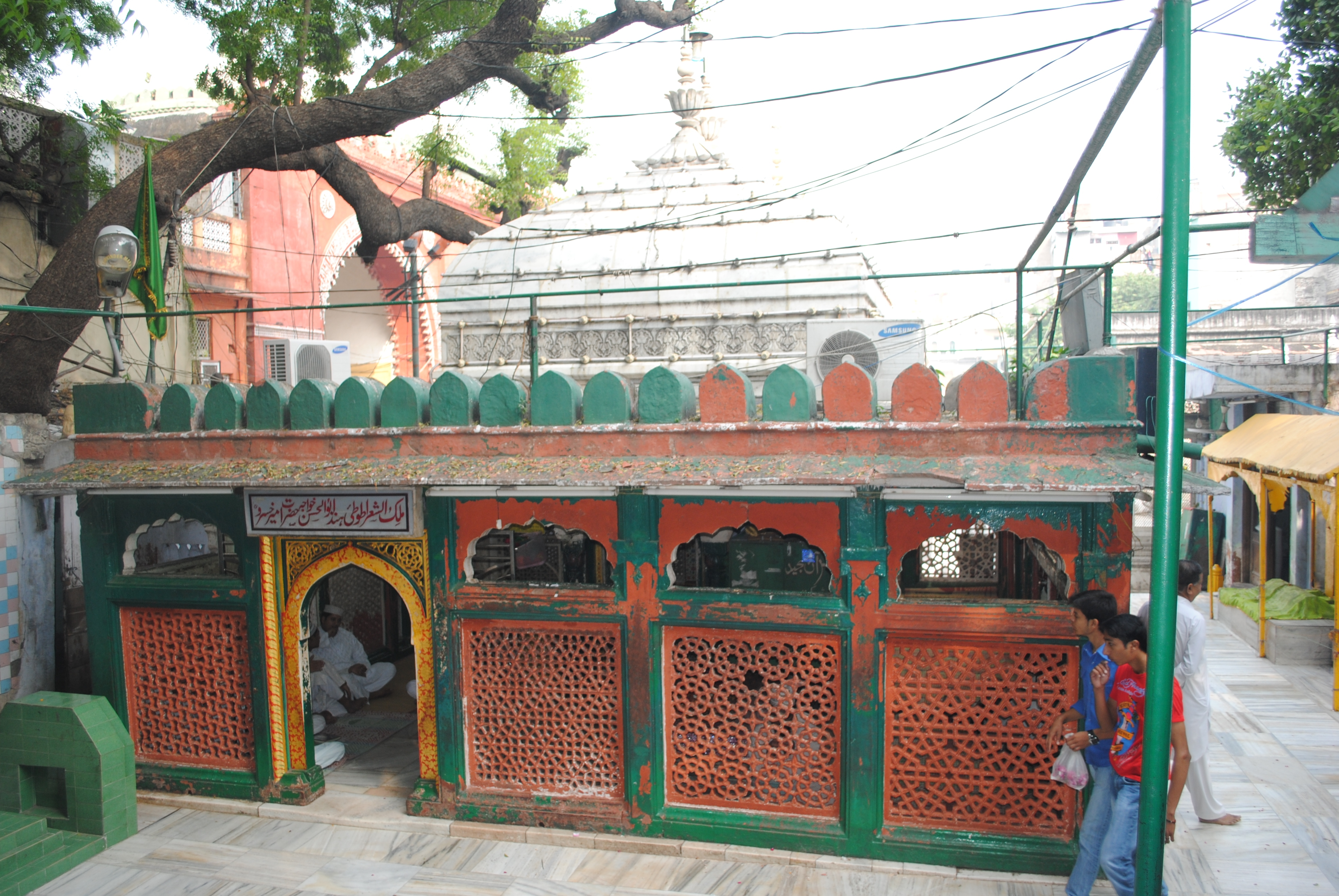
مقبرهٔ امیر خسرو دهلوی در مجموعهٔ درگاه نظام‌الدین اولیا، دهلی، هندوستان

## تأثیر و تأثرات
امیرخسرو به سبب آشنایی با زبان‌های فارسی، ترکی، عربی و هندی اطلاعات نسبتاً خوبی داشت و اشعار فراوانی در زمینه‌های مختلف سروده است. موسیقی هندی و ایرانی را به‌خوبی می‌شناخت. شعرش لحن و لطافتی خاص دارد و چون ترک‌نژاد و هندی‌زاد بود کلمات ترکی و هندی نیز در شعر او دیده می‌شود و می‌توان «سبک وی را طلیعهٔ سبک هندی به‌شمار آورد».
وی در غزل‌سرایی پیرو سعدی بود و غالباً مضامین عشقی و مسایل عرفانی را به زبان ساده و پرسوز در بحرهای کوتاه و لطیف بیان کرده و از الفاظ و معانی شاعران متصوف ایرانی سود می‌جست. خمسه‌اش از خمسه‌های تمام مقلدین نظامی نسبتاً بهتر و برتر است و او در اشعارش نظامی را به‌عنوان استادی مسلط به فن ستوده است:
| نظامی که‌استاد این فن وی است |  | در این بزمگه شمع روشن وی است |
| ز ویرانهٔ گنجه شد گنج سنج    |  | رسانید گنج سخن را به پنج     |
| چو خسرو به آن پنج هم‌پنجه شد |  | وز آن بازوی فکرتش رنجه شد    |

امیرخسرو با سنایی و خاقانی نیز الفتی داشته است و در قصاید که از غزل‌هایش متین‌تر است از سخنگویان بزرگ مانند کمال‌الدین اسماعیل و خاقانی و انوری پیروی کرده است. به‌عنوان نمونه به اقتفای «مرآه النظر» خاقانی قصیدهٔ «مرآه الصفا» را ساخته است که از همان روزها در میان اهل ادب شهرتی یافته و بعضی از دیگر شاعران هم از آن پیروی کرده‌اند. قصیدهٔ خاقانی چنین آغاز می‌شود:
| دل من پیر تعلیم است و من طفل زباندانش |  | دم تسلیم سرعشر و سر زانو دبستانش |

و مطلع «مرآه الصّفا» ی امیرخسرو:
| دلم طفل است و پیر عشق استاد زباندانش |  | سواد الوجه سَبق و مسکنت کنج دبستانش |

شاعران فراوانی از سبک و شیوه و به‌خصوص ابداعات و نوآوری‌های امیرخسرو پیروی کرده‌اند. در میان شعرای ایران نیز نفوذ داشته و بسیاری از آن‌ها مخصوصاً در حکایات و مثنویات عشق‌انگیز سبک او را تقلید کرده‌اند. با توجه به بعضی از غزل‌های حافظ، مشخص می‌شود که وی با اشعار و غزلیات خسرو آشنایی داشته و تا حدی تحت تأثیر او بوده است. آورده‌اند که نورالدین عبدالرحمان جامی (درگذشته ۸۹۸ هـ. ق) بیش از دیگر شاعران ایرانی، با امیرخسرو دهلوی و آثار او انس و الفت داشته و «همیشه آرزوی جامی آن بوده است که به پای او برسد». در کار و حال هر دو مشابهت‌ها و همانندی‌های قابل‌ملاحظه است که عبارتند از:
- هر دو در حیات هنری خود، معطوف به گذشته‌اند.
- هر دو دیوان خود را به چند بخش تقسیم کرده‌اند.
- امیرخسرو در منظومهٔ قران السعدین عناوین فصول و ابواب کتاب را به صورت قصیده‌ای موزون مرتب نموده، جامی نیز بسیاری از عناوین قصاید خود را موزون کرده است.
- هر دو اثر منثور پدیدآورده‌اند.
- هر دو با تصوّف رابطه دارند.

جامی معتقد است: «امیرخسرو دهلوی در شعر متفنّن است و قصیده و غزل و مثنوی را ورزیده و همه را به کمال رسانیده، تتبع خاقانی می‌کند؛ هر چند به قصیدهٔ او نرسیده، اما غزل را از وی درگذرانیده. غزل‌های او به واسطهٔ معانی آشنا که ارباب عشق و محبت برحسب ذوق و وجدان خود آن را درمی‌یابند، مقبول همه‌کس افتاده است. خمسهٔ نظامی را کسی به از وی جواب نداده است؛ و ورای آن مثنوی‌های دیگر دارد.» هرچند ممکن است سخن جامی با توجه به بعضی از معیارهای امروزین نقد ادبی، سخن کلی تلقی شود و بعضی از اجزای آن به‌خصوص آنچه دربارهٔ غزل امیرخسرو و خاقانی است، قابل تأمّل باشد.
یان ریپکا دربارهٔ خمسه امیرخسرو معتقد است: اهمیت آثار امیرخسرو در ادبیات فارسی از این جهت چشمگیر است که در خمسهٔ او داستان‌های رمانتیک برجسته و اشعار حماسی ممتازی دیده می‌شود که موضوع‌های آن‌ها را از نظامی اقتباس کرده است. شاعر کم و بیش، رویدادها را به شکل‌های گوناگون تصویر کرده و چنان با سخنوری و بلاغت موضوع‌ها را پرورانده که گویی در مهارت و استادی دست کمی از نظامی نداشته است؛ اما او به ژرفای فلسفه زندگی و مسایل حاد اجتماعی توجهی نکرده در عین حال تردیدی نیست که این تنزل سطح با سلیقهٔ مردم زمان خسرو هماهنگ بوده است.

## آثار

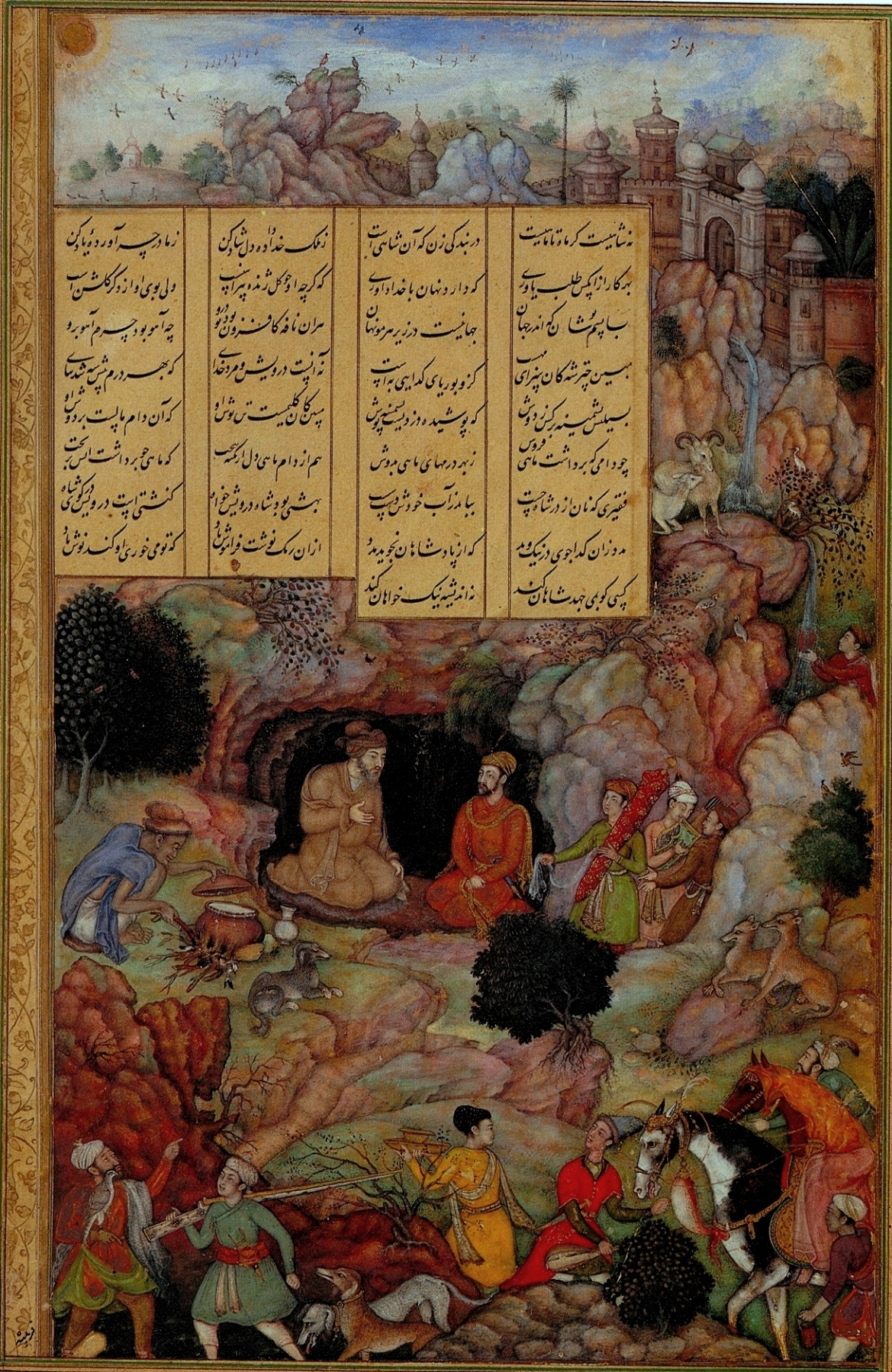
صحنهٔ دیدار اسکندر مقدونی از افلاطون، از کتاب خمسهٔ نظامی امیر خسرو دهلوی

در تذکره‌ها دربارهٔ تعداد آثار امیر خسرو روایت‌های اغراق‌آمیزی نقل کرده‌اند و از قول او نوشته‌اند که شمار اشعارش از چهارصدهزار بیت بیشتر است. آثار منظوم فارسی او عبارت است از:
- دیوان امیر خسرو، شامل پنج دفتر، هر یک دارای دیباچه‌ای متضمّن سوانح عمر و نکاتی در اسلوب شعری او به قلم خود شاعر؛ بدین قرار:
  - تحفةالصّغر: سروده‌های شانزده تا نوزده سالگی، شامل قصیده‌ها، غزل‌ها، ترجیع‌بندها و زندگینامهٔ مشروح شاعر؛
  - وسط‌الحیوة: سروده‌های شاعر از بیست تا حدود ۳۲ سالگی، شامل قصیده‌ها، ترجیع‌بندها، قطعه‌ها، غزل‌ها و رباعی‌ها. قصیده‌های این دیوان در ستایش و مراثی «نظام‌الدین اولیاء»، «علاء الدّین محمّد» و «معزّالدّین کیقباد» است؛
  - غرّةالکمال: سروده‌های ۳۴ تا ۴۳ سالگی او، شامل قصیده‌ها، ترجیع‌بندها و قطعه‌ها، با مقدمه‌ای مبسوط که در آن شرح زندگانی او به تفصیل آمده است؛
  - بقیة نقیّه: سروده‌های دوران پیری شاعر، شامل قصیده‌ها، ترجیع‌بندها، رباعی‌ها و یک مثنوی کوتاه. این دیوان حاوی مدایحی است دربارهٔ «علاءالدّین محمدشاه»، پسر او، بعضی امیران دیگر و نیز مرثیه‌ای در مرگ محمدشاه؛
  - نهایةالکمال: سروده‌های واپسین سال‌های حیات شاعر، مشتمل بر ترجیع‌بند، مثنوی، رباعی، غزل و نیز قصیده‌هایی در مدح «سلطان غیاث‌الدین» و مرثیهٔ «سلطان قطب‌الدین مبارکشاه».
- دیوان غزلیات، که چند بار جمع‌آوری شده و در هند و پاکستان به چاپ رسیده است. نخستین چاپ آن در ۱۸۷۱ م؛ و بار دوم در ۱۳۹۲ هجری در لاهور منتشر شد. دیوان امیر خسرو بارها در هند و ایران تصحیح و چاپ شده است.
- ثمانیهٔ خسرویه: امیر خسرو دهلوی بزرگ‌ترین نمایندهٔ ادبیات فارسی‌زبان هند و نخستین ادامه‌دهندهٔ مکتب ادبی نظامی گنجوی است. او به نظامی گنجوی اعتقادی تام داشت و به تقلید و در جواب خمسهٔ نظامی خمسه‌ای ساخته است شامل:
  - مطلع‌الانوار: بر وزن و شیوهٔ مخزن‌الأسرار
  - شیرین و خسرو
  - مجنون و لیلی: مجنون و لیلی سومین منظومه امیر خسرو است که شاعر در سال ۱۲۹۹ نوشته و یکی از بهترین منظومه‌هایی است که تحت تأثیر لیلی و مجنون نظامی آمده است.
  - آیینهٔ سکندری: بر وزن و شیوهٔ اسکندرنامه
  - هشت بهشت: به تقلید از هفت پیکر
- امیرخسرو دارای تصنیف‌ها و منظومه‌های دیگری نیز به شرح زیر است:
  - قران‌السعدین: مجموعه‌ای از یک سلسله تشبیهات عالی قلمی است که مسایل و موضوعات مختلف را مجسم می‌سازد. به‌علاوه، دو نکتهٔ کاملاً بکر را از اشعار امیر خسرو برای ما روشن می‌کند:

1. اشعاری با یک‌وزن و قافیه که برای عنوان فصول مختلف بسیار مناسبند و می‌توان آن‌ها را به صورت قصیده به یکدیگر مرتبط ساخت.
2. تعدادی غزل که احساسات فصول را قبل از ذکر آن منعکس می‌سازد و در عین حال دارای حالت یکنواختی وزن مثنوی نیست.

- نه سپهر: اثری‌ست با نه بخش که در بحرهای مختلف سروده شده است. از آن جمله بحر رجز مسدس مطوی (مفتعلن مفتعلن مفتعلن) که ابتکار خسروست.[۲۹]
- مفتاح‌الفتوح
- مثنوی دولرانی و خضرخان: عشق‌های خضرخان پسر علاءالدین با دولرانی دختر امیر گجرات که گذشته از مزایای ادبی، ارزش تاریخی و اجتماعی هم دارند.[۳۰]
- سه شاهزاده سرندیپ: افسانه‌ای است ایرانی که لغت رایج سرندیپیتی در زبان‌های غربی از آن سرچشمه گرفته.
- اشعار زیر را هم بدو نسبت داده‌اند:
  - قصیدهٔ شکوائیه
  - ماتم غم
  - آینه‌داری دل

## نمونه اشعار

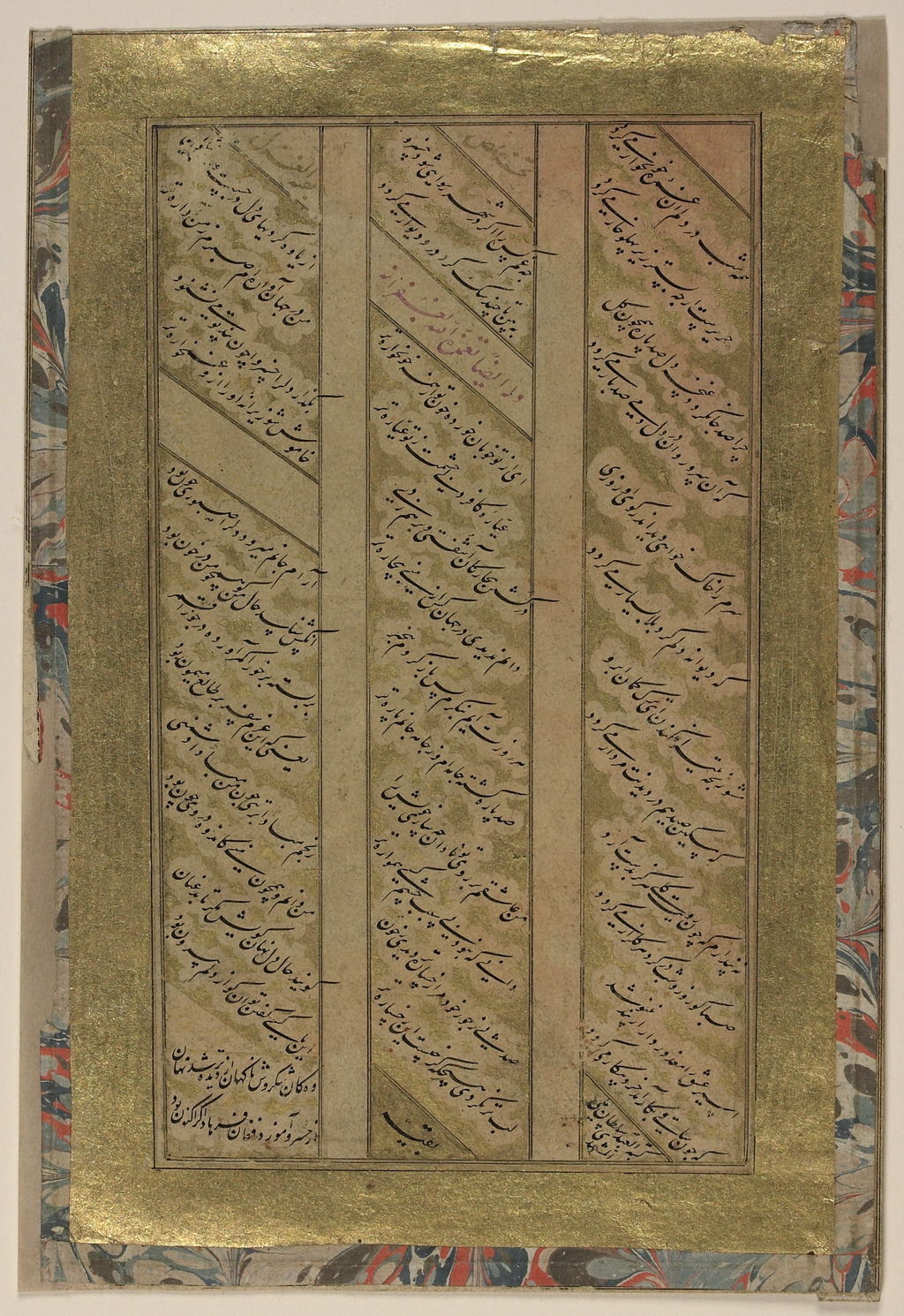
نمونه شعری امیر خسرو دهلوی

| ای زلف چلیپای تو غارتگر دین‌ها        |  | وی کرده گمانِ دهنت دفع یقین‌ها          |
| زینسان که بکشتی به شکر خنده جهانی    |  | خواهم که به دندان کشم از لعل تو کین‌ها |
| گر مهر گیا بایدت ای دوست طلب کن      |  | هر جا که چکد آب دو چشمم به زمین‌ها     |
| دشوار رود مهر تو از سینهٔ خسرو        |  | مانده است چو نقشی که بماند به نگین‌ها  |
| ***                                  |  |                                       |
| بیم است که سودایت دیوانه کند ما را   |  | در شهر به بدنامی افسانه کند ما را     |
| من می‌زدهٔ دوشم شاید که خیال تو        |  | امروز به یک ساغر مستانه کند ما را     |
| ***                                  |  |                                       |
| کدام سنگدلت شیوه جفا آموخت؟          |  | که ناز و شوخیت از بهر جان ما آموخت؟   |
| جراحت جگر خستگان چه می‌پرسی؟          |  | ز غمزه پرس که این شوخی از کجا آموخت؟  |
| ***                                  |  |                                       |
| بشکافت غم این جان جگرخواره ما را     |  | یا رب، چه وبال آمده سیاره ما را       |
| رفتند رفیقان دل صدپاره ببردند        |  | کردند رها دامن صدپارهٔ ما را           |
| ***                                  |  |                                       |
| آورده‌ام شفیع دل زار خویش را          |  | پندی بده دو نرگس خون‌خوار خویش را      |
| ای دوستی که هست خراش دلم از تو       |  | مرهم نمی‌دهی دل‌افکار خویش را           |
| آزاد بنده‌ای که به پایت فتاد و مرد    |  | وآزاد کرد جان گرفتار خویش را          |
| بنمای قد خویش که از بهر دیدنت        |  | تربر کنیم بخت نگونساز خویش را         |
| سرها بسی زدی سر من هم زن از طفیل     |  | از سر رواج ده روش کار خویش را         |
| دشنام از زبان توأم می‌کند هوس         |  | تعظیم کن به این قدری یار خویش را      |
| ***                                  |  |                                       |
| ابر می‌بارد و من می‌شوم از یار جدا     |  | چون کنم دل به چنین روز ز دلدار جدا    |
| ابر و باران و من و یار ستاده به وداع |  | من جدا گریه کنان، ابر جدا، یار جدا    |

## پی‌نوشت
1. ↑  سدارنگانی، پارسی‌گویان هند و سند.
2. ↑  سدارنگانی، پارسی‌گویان هند و سند.
3. 1 2  نرگس جهان، شخصیت امیر خسرو دهلوی در نظر تذکره‌نویسان و دیگران (قند پارسی، شمارهٔ 22، تابستان 1382دهلی)، ص78.
4. 1 2  ذبیح‌الله صفا، تاریخ ادبیات در ایران (ج۳ بخش۲) تهران، ۱۳۶۹، ص۷۷۳
5. 1 2  سید نورالحسن عابدی، احوال و آثار امیر خسرو (مقدمهٔ کلیات غزلیات خسرو)، لاهور، 1972، ص57.
6. ↑  سدارنگانی، پارسی‌گویان هند و سند.
7. ↑  خود شاعر در تحفة الصغر گوید:| گرچه این از قضای یزدانی است |  | پتیالی چه جای سلطانی است |نیز رجوع شود به فهرست نسخ فارسی موزهٔ بریتانی تألیف ریو (ج۲، ص۶۰۹)
8. ↑  «qawwali».
9. ↑  «Tabla».
10. ↑  ادبیات دری صنف نهم، ص 28.
11. ↑  روز، اطلاعات (۲۰۱۹-۰۴-۲۳). «در جست‌وجوی‌شناس‌نامهٔ اصلی امیر خسرو». اطلاعات روز. دریافت‌شده در ۲۰۲۳-۰۹-۲۹.
12. ↑  سدارنگانی، پارسی‌گویان هند و سند.
13. ↑  محمد صادق دهلوی کشمیری همدانی، کلمات الصادقین (تذکرهٔ صوفیان مدفون در دهلی تا سال ۱۰۲۳)، ص۸۱.
14. ↑  توفیق سبحانی، تاریخ ادبیات ایران، انتشارات پیام نور، ص ۱۴۴.
15. ↑  شریف حسین قاسمی، عرفا و شعرای چند از بلخ در هند (قند پارسی، شمارهٔ 32، زمستان 1384 دهلی)، ص 13.
16. ↑  ذبیح‌الله صفا، تاریخ ادبیات در ایران (ج3 بخش2) تهران، 1369، ص773.
17. ↑  سدارنگانی، پارسی‌گویان هند و سند.
18. ↑  محمد معین، «امیرخسرو دهلوی»، ص۱۲.
19. ↑  سدارنگانی، پارسی‌گویان هند و سند.
20. ↑  سدارنگانی، پارسی‌گویان هند و سند.
21. ↑  محمد معین، «امیرخسرو دهلوی، ص۱۹. بایسنغر خمسه‌اش را بر خمسهٔ نظامی تفضیل داده است (تذکرهٔ دولتشاه، ص۳۴۰)
22. ↑  محمد معین، «امیرخسرو دهلوی»، ص۱۳.
23. ↑  سدارنگانی، پارسی‌گویان هند و سند.
24. ↑  خاقانی، دیوان خاقانی، ۲۰۹.
25. ↑  سدارنگانی، پارسی‌گویان هند و سند.
26. ↑  سعید نفیسی، مجلهٔ ارمغان شمارهٔ ۸–۹، سال ۱۳۰۸، ص۵۷۴.
27. ↑  جامی، بهارستان، ۱۰۶.
28. ↑  سدارنگانی، پارسی‌گویان هند و سند.
29. ↑  سدارنگانی، پارسی‌گویان هند و سند.
30. ↑  سدارنگانی، پارسی‌گویان هند و سند.